# Sveriges Nyheter
Sveriges Nyheter var en liten svensk nyhetsbyrå, som var specialiserad på att leverera korta nyheter på Internet. Sveriges Nyheter köptes av Nordiska Tidningsbolaget 2009, som sedan lade ner Sveriges Nyheter 2013.
Nyhetsbyrån grundades 2003. Sveriges Nyheter var en del av medieföretaget Bengtsson Multimedia AB i Stockholm. På kundlistan stod flera av Schibsteds Internetsajter, däribland Svenska Dagbladet, Aftonbladet, söktjänsten Hitta.se och annonsmarknaden Blocket.se. Även nättidningen Dagens PS och lokaltidningen Östra Småland/Nyheterna i Kalmar var kunder. 

## Övrigt
Sveriges Nyheter ska inte blandas samman med den nedlagda finskspråkiga dagstidningen Ruotsin Sanomat, som översatt till svenska heter "Sveriges nyheter".